# 야마테역
야마테역(일본어: 山手駅, やまてえき 야마테에키[*])은 일본 가나가와현 요코하마시 나카구에 위치한 동일본 여객철도 네기시선의 역이다.

## 개요

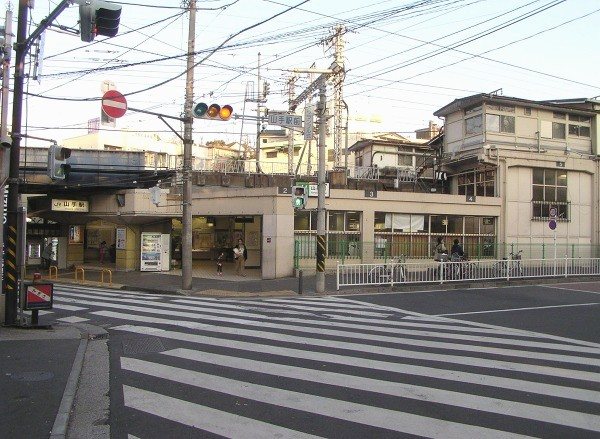
구 역사(2006년 12월)

야마테를 자칭하는 역은, 본래는 야마테 지구에 가까운 위치에 "야마테초역"으로 예정되어 있었지만, 이시카와정의 주민의 운동에 의해 동역은 이시카와초역이 되었다. 결과 당역이 "야마테역"을 자칭하게 되었다(초기계획에서는 "야마토마치역"이 될 예정이었다).
원래 야마테정는 당역보다 북쪽의 이시카와초역 근처에 있으며, 역 주변과는 전혀 다른 지구이다. 당역 소재지는 한때의 구라기군·네기시무라이며, 주변의 마을명은,다테노·다케노마루·나카오다이·야구치다이·콩구치대 등 대부분은 네기시무라자(아자나)에서 유래한다. 개항시의 외국인 거류지로서의 역사와 전통을 가진 야마테정의 가장 가까운 역이 아니라 오히려 과거의 근간의 일부이지만, 요코하마 시가의 야마테(야마노테)가 된 지구 의 가장 가까운 역이다. 역명이 정해지면 야마테 지구의 야마테 동부 반상회가 야마테에 오는 사람들이 당역에서 실수로 내려 버릴 위험성이 있기 때문에 역을 야마테로 만들지 않도록 국철에 청원을 내놓았다고 한다.
당역이 생기기 전, 이 근처의 사람들의 교통은 오로지 요코하마 시청에 의지했을 뿐, 당역의 개업은 획기적인 것이었다. 반면, 역의 북동쪽에 있는 야마토초의 상가는, 역의 남서의 콩구치 방면으로부터의 사람들이 시전을 타러 가는 도중에 있어 번영하고 있었기 때문에, 당역이 개업하면 일전해 외로워지게 된다 했다.

## 타는 곳
| 번선 | 노선                     | 방향 | 목적지                            | 비고                |
| ---- | ------------------------ | ---- | --------------------------------- | ------------------- |
| 1    | 네기시선(게이힌도호쿠선) | 하행 | 이소고・오후나 방면               |                     |
| 2    | 네기시선(게이힌도호쿠선) | 상행 | 요코하마・도쿄・오미야 방면       | 게이힌도호쿠선 직통 |
| 2    | 요코하마선               | -    | 신요코하마・마치다・하치오지 방면 | 아침 저녁에만 운전  |

(출처:JR 동일본:역 구내도)

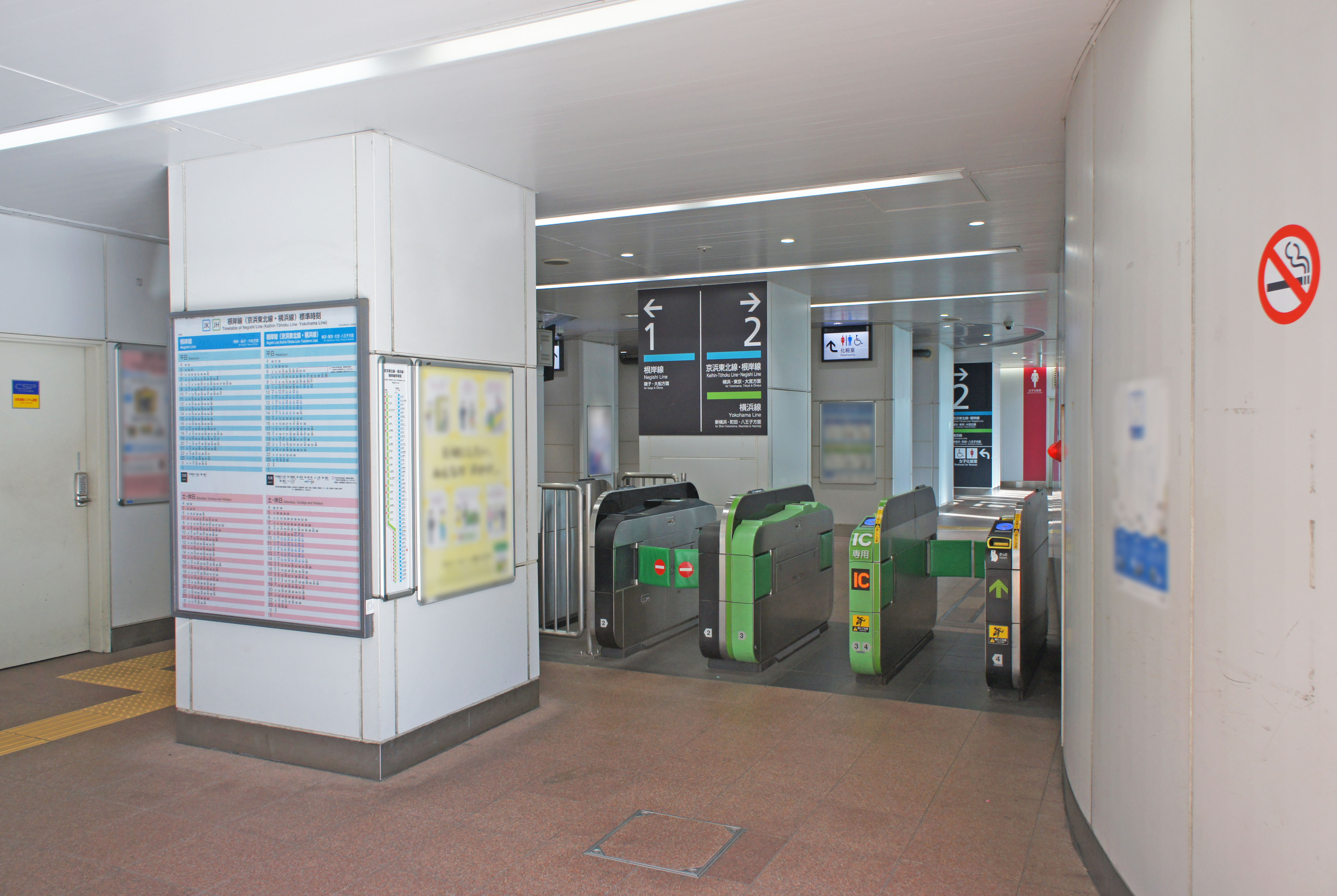
개찰구(2022년 6월)
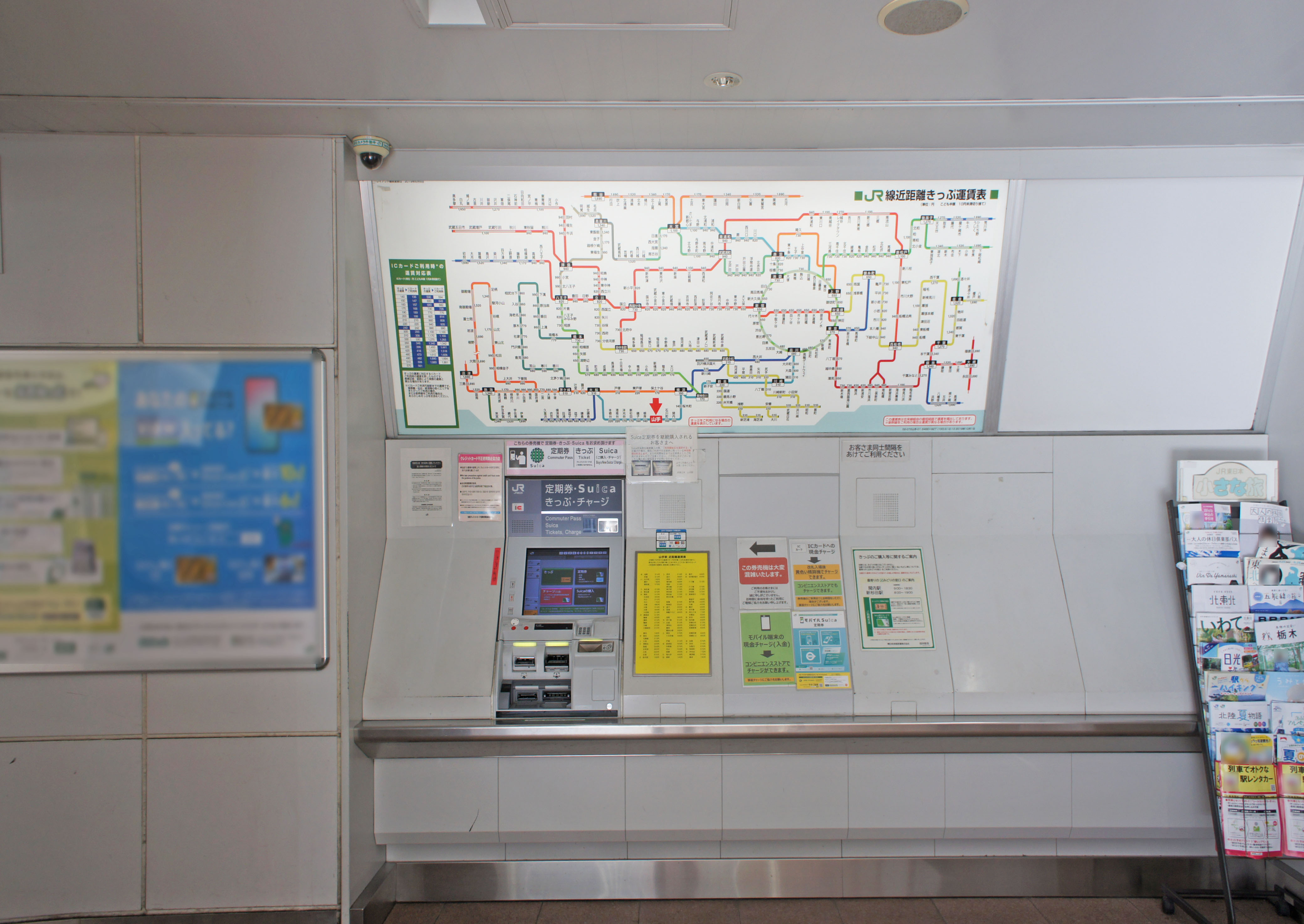
자동 발매기(2022년 6월)
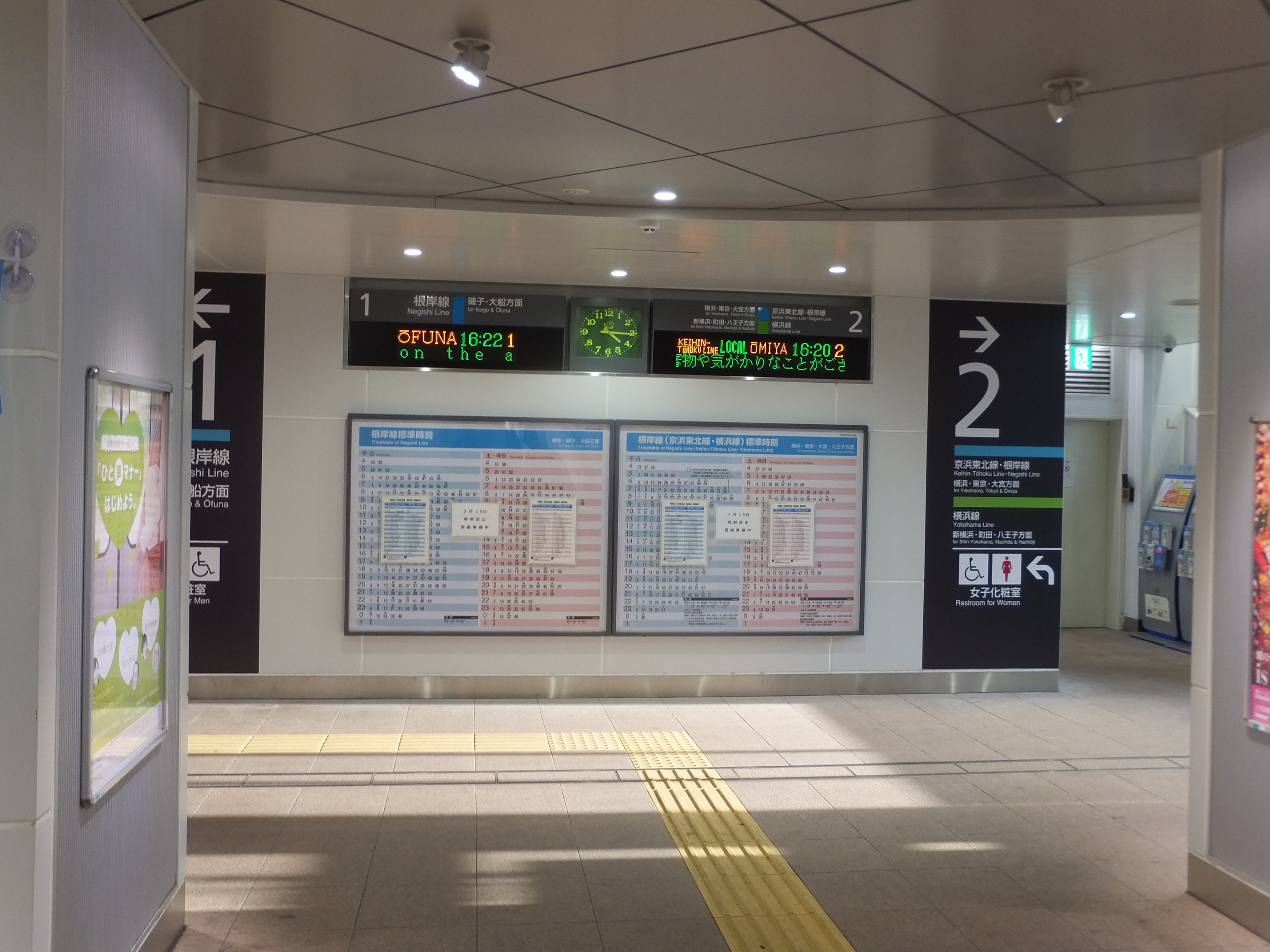
콩코스(2014년 3월)
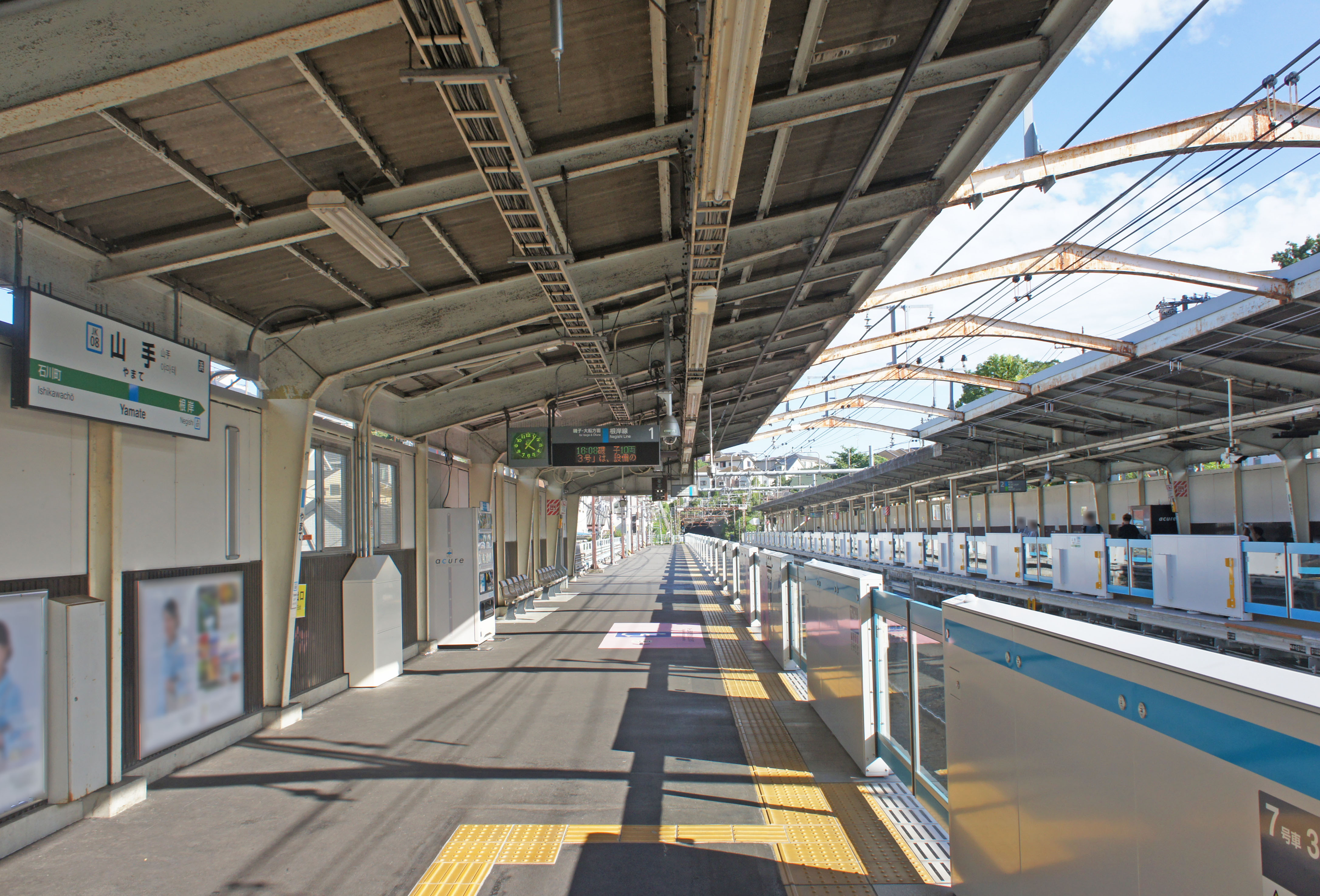
승강장(2022년 6월)

## 역세권 정보
- 요코하마 국립 대학 교육 학부 부속 요코하마 초등학교

## 역사
- 1964년 (쇼와 39년) 5월 19일: 국철 네기시선 사쿠라기초역 ~ 이소고역사이 개통시[2]에 영업 개시.
- 1987년 (쇼와 62년) 4월 1일: 국철 분할 민영화으로、JR 동일본의 역이 된다.
- 1993년 (평일 5년) 8월 6일: 자동 개찰기를 설치하여 공용 개시.
- 2001년 (평일 13년) 11월 18일: IC 카드 "Suica" 공용 개시.
- 2013년 (평일 25년)
  - 3월 23일: 미도리의 창구 영업 종료.
  - 3월 24일: 신역사로의 이전이 완료.
  - 7월 1일: 업무 위탁화.
- 2022년 (쇼와 4년) 3월 25일: 스크린도어 사용 시작.

## 인접역
| 동일본 여객철도 ■ 네기시 선      | 동일본 여객철도 ■ 네기시 선 | 동일본 여객철도 ■ 네기시 선 |
| -------------------------------- | --------------------------- | --------------------------- |
| 이시카와초 오미야, 하치오지 방면 | 쾌속, 각역정차              | 네기시 오후나 방면          |